# Montgermont
Montgermont is een gemeente in het Franse departement Ille-et-Vilaine (regio Bretagne). De plaats maakt deel uit van het arrondissement Rennes. Montgermont telde op 1 januari 2022 3.777 inwoners.

## Geografie
De oppervlakte van Montgermont bedroeg op 1 januari 2022 4,67 vierkante kilometer; de bevolkingsdichtheid was toen 808,8 inwoners per km².

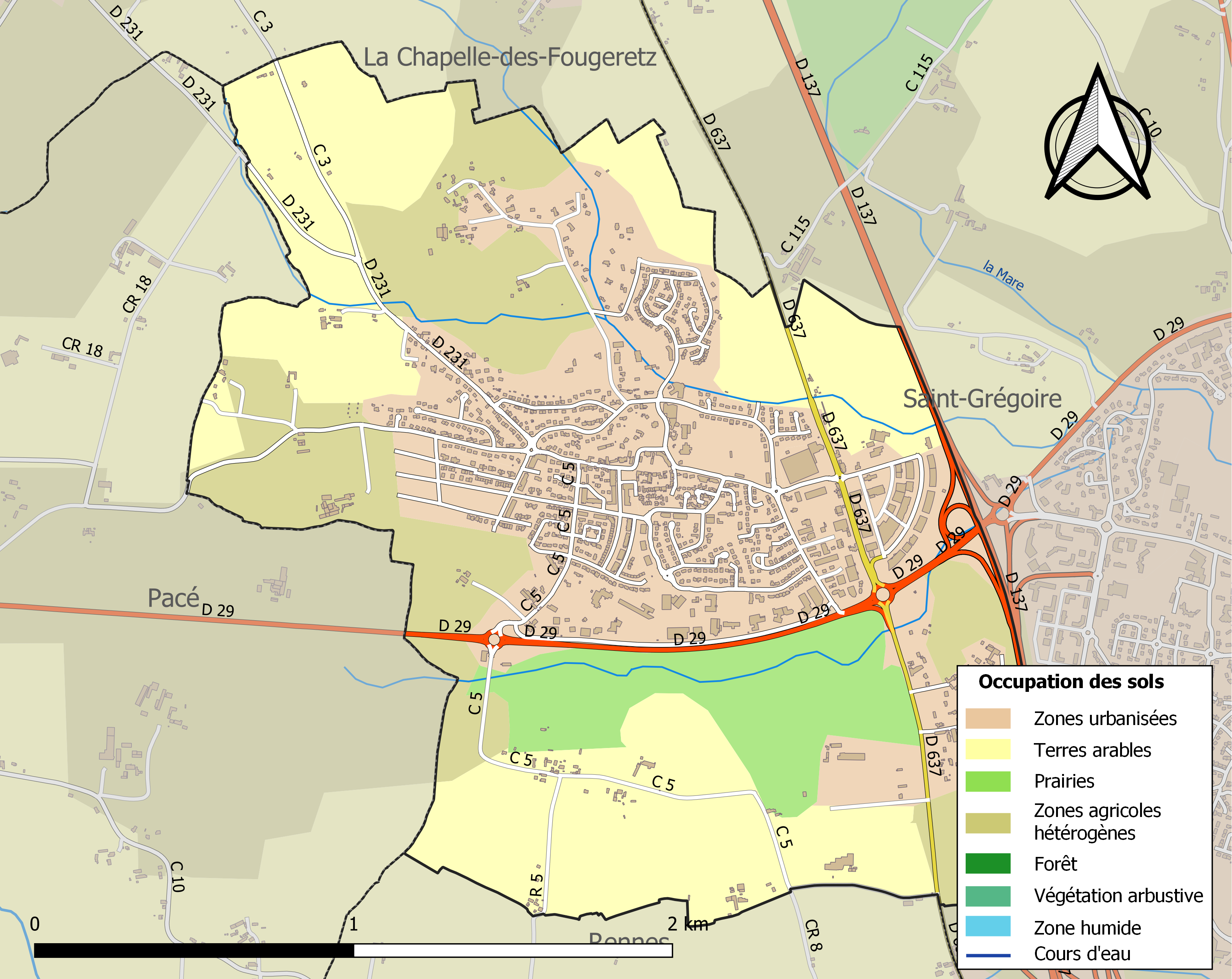
Kaart van de gemeente met belangrijkste infrastructuur, bodemgebruik en omliggende gemeenten

## Demografie
Onderstaande figuur toont het verloop van het inwonertal, bron: INSEE-tellingen. 